# Baia di Lyttelton
La baia di Lyttelton (in inglese Lyttelton Harbour) è un'insenatura della penisola di Banks lungo la costa della regione di Canterbury in Nuova Zelanda.

## Geografia
La baia si è formata in seguito al collasso di un antico cratere vulcanico ed è ulteriormente protetta dalle isole Quail e Ripapa. La prima è stata utilizzata in passato come lebbrosario, mentre la seconda, che presenta estese fortificazioni, fu sede durante la prima guerra mondiale di un campo di internamento per prigionieri di guerra e nazionalisti tedeschi, tra i quali il conte Felix Graf von Luckner.

## Centri abitati
Con una larghezza approssimativa di 15 km, la baia ha come centro principale la città di Lyttelton, il cui porto serve Christchurch. Lyttelton è collegata a Christchurch attraverso un tunnel ferroviario (il Lyttelton rail tunnel), aperto nel 1964, e da due strade che superano le Port Hills.
Dal lato opposto di Lyttelton vi è un insediamento chiamato Diamond Harbour, mentre ad est è situato il villaggio maori di Rāpaki.